# Сестра Симеона
Сестра Симеона (в миру Надія Довганюк) — черниця, перша і єдина в УГКЦ (станом на 2017 рік) жінка-капелан.

## Біографія
Народилася у 1973 році в селі Торговиця Коломийського району на Івано-Франківщині. У 18-річному віці дівчина вирішила стати монахинею. Закінчила філософський факультет Львівського державного університету та Люблінський католицький університет у Польщі. У 2001 році Надія поселилася у Свято-Введенському монастирі у смт. Великі Бірки, що неподалік Тернополя. Через шість років здійснила постриг та отримала нове ім'я — Симеона.
Влітку 2015 року їй надійшла повістка із військкомату, адже під час навчання в університеті вона закінчила спеціальні курси з надання медичної допомоги в екстремальних умовах, відтак підписувала згоду допомагати у випадку війни. Втім, у військкоматі, побачивши, що психолог Надія Довганюк насправді є монахинею, від її послуг відмовилися. Тоді знайомий священник порадив їй перекваліфікуватися на капелана.
Спершу сестрі Симеоні довелося взяти дозвіл в архиєпископа Василя Семенюка та у верховного архієпископа Української греко-католицької церкви Святослава Шевчука, аби покинути закритий монастир у Великих Бірках. Капеланська рада при Міністерстві оборони категорично відмовилася пускати сестру Симеону в зону АТО. Згодом її призначили психологом і капеланом у шпиталі в Черкаському — закритому військовому містечку на Дніпропетровщині.